# IAAF Grand Prix
La IAAF Grand Prix è un defunto circuito di meeting di atletica leggera, istituito dalla IAAF e facente parte del circuito globale IAAF World Athletics Tour. Durato 12 stagioni (dal 1985 al 2009), nel 2009 alcuni meeting vennero elevati di grado e la IAAF diede vita allo IAAF Super Grand Prix.

## Meeting
Di seguito l'elenco dei meeting dell'ultima edizione del circuito Grand Prix, nel 2009.
| Meeting                                 | Città     | Nazione     | Edizioni |
| --------------------------------------- | --------- | ----------- | -------- |
| Melbourne Track Classic                 | Melbourne | Australia   | 8        |
| Meeting Grand Prix IAAF de Dakar        | Dakar     | Senegal     | 4        |
| Osaka Grand Prix                        | Osaka     | Giappone    | 12       |
| Grande Premio Brasil Caixa de Atletismo | Belém     | Brasile     | 12       |
| Fanny Blankers-Koen Games               | Hengelo   | Paesi Bassi | 8        |
| Adidas Grand Prix                       | New York  | Stati Uniti | 3        |
| Prefontaine Classic                     | Eugene    | Stati Uniti | 12       |
| Golden Spike Ostrava                    | Ostrava   | Rep. Ceca   | 4        |
| Athens Grand Prix Tsiklitiria           | Atene     | Grecia      | 7        |
| Hanžeković Memorial                     | Zagabria  | Croazia     | 8        |
| Meeting de Atletismo Madrid             | Madrid    | Spagna      | 4        |
| Meeting di Rieti                        | Rieti     | Italia      | 8        |
| British Grand Prix                      | Gateshead | Regno Unito | 5        |
| Shanghai Golden Grand Prix              | Shanghai  | Cina        | 3        |